# Dilatación gravitacional del tiempo
La dilatación gravitacional del tiempo es una consecuencia de la teoría de la relatividad de Albert Einstein y de otras teorías relacionadas, las cuales postulan que el tiempo transcurre a diferentes ritmos en regiones de diferente potencial gravitatorio; cuanto mayor es la distorsión local del espacio-tiempo debido a la gravedad, más lentamente transcurre el tiempo. Esto se ha demostrado observando que los relojes atómicos a diferentes altitudes y, por lo tanto, a diferentes potenciales gravitatorios, muestran tiempos diferentes. Los efectos detectados en estos experimentos son extremadamente pequeños, con diferencias que se miden en nanosegundos.
La dilatación gravitacional del tiempo fue descrita por primera vez por Albert Einstein en 1907 como una consecuencia de la relatividad especial en sistemas de referencia acelerados. En la relatividad general, se considera que hay una diferencia en el paso del tiempo propio en diferentes posiciones definidas por un tensor métrico del espacio-tiempo. La existencia de una dilatación gravitacional del tiempo fue confirmada de forma directa por primera vez por el experimento de Pound y Rebka.

## Descripción
La dilatación gravitacional del tiempo se manifiesta en marcos de referencia acelerados o, en virtud del principio de equivalencia, en el campo gravitacional de objetos masivos. En términos más simples, los relojes que se encuentran lejos de cuerpos masivos (o en potenciales gravitacionales más altos) van más rápido, y los que están cerca de los cuerpos masivos (o en potenciales gravitacionales más bajos) van más despacio, respecto a un observador situado lejos de la fuente del campo gravitatorio.
De acuerdo con la relatividad general los sistemas acelerados, tales como de marco de referencia acelerado tal como un dragster (vehículo de carreras especial donde imperan la potencia y velocidad máxima alcanzada) o un transbordador espacial también experimentarían una dilatación del tiempo similar a la que acontece en un campo gravitatorio. Igualmente en sistemas de referencia giratorios tales como un carrusel y norias aparecerá dilatación del tiempo similar a la dilatación gravitacional del tiempo como efecto de su giros. Es interesante notar de todas maneras, que en general los sistemas de referencia acelerados a pesar de la dilatación temporal no se dan sobre espacios-tiempo "curvados". De hecho, el espacio-tiempo percibido por una partícula o dentro de un sistema de referencia giratorio dentro del espacio de Minkowski es plano (es decir, el tensor de curvatura es nulo, aunque los símbolos de Christoffel no sean nulos). En cualquier caso cualquier tipo de carga-g en un sistema de referencia no-inercial contribuye a la dilatación gravitacional del tiempo.

## Ejemplos
- En una caja acelerada, la ecuación con respecto a un observador base arbitrario es

{\displaystyle T_{d}=T_{0}\left(1-{\frac {gh}{c^{2}}}\right)}

Donde: {\displaystyle T_{d}} es el tiempo transcurrido medido por el observador acelerado, {\displaystyle g} es la aceleración de la caja medida por el observador base, y {\displaystyle h} es la distancia vertical entre los observadores.
- En un disco rotatorio, cuando el observador base está colocado en el centro del disco y rotando con el (lo cual hace no inercial su visión del espacio-tiempo), la ecuación es

{\displaystyle T_{d}=T_{0}{\sqrt {1-{\frac {r^{2}\omega ^{2}}{c^{2}}}}}}

Donde {\displaystyle r} es la distancia del centro del disco (que es la posición del observador base), y {\displaystyle \omega } es la velocidad angular del disco. No es un accidente que en un marco de referencia inercial, esta ecuación se convierta en la dilatación familiar de la velocidad del tiempo {\displaystyle {\sqrt {1-v^{2}/c^{2}}}}.
- En un campo gravitatorio similar al del sistema solar, puede usarse aproximadamente la métrica de Schwarzschild para describir localmente la geometría del espacio-tiempo dentro del sistema solar, que aproximadamente tiene simetría esférica, dado que el sol tiene un momento angular pequeño. En este caso la dilatación temporal gravitatoria viene dada por:

{\displaystyle T_{d}=T_{0}{\sqrt {1-{\frac {2GM}{rc^{2}}}}}=T_{0}{\sqrt {1-{\frac {r_{0}}{r}}}}}

Donde: {\displaystyle T_{d}} es el tiempo propio entre los eventos A y B para el observador lento dentro del campo gravitacional, {\displaystyle T_{0}} es el tiempo propio entre los eventos A y B para el observador rápido, distante del objeto masivo (y por tanto fuera del campo gravitacional), {\displaystyle G} es la constante gravitacional,
{\displaystyle M} es la masa aparente del objeto que crea el campo gravitacional, {\displaystyle r} es la coordenada radial de Schwarzschild del observador (que es análoga a la distancia clásica del centro del objeto, pero es en realidad una coordenada de Schwarzschild, {\displaystyle c} es la velocidad de la luz, y {\displaystyle r_{0}=2GM/c^{2}} es el llamado Radio de Schwarzschild de M. Si una masa colapsa de forma que su superficie esté por debajo de esta coordenada radial (o, en otras palabras, cubra un área de menos de {\displaystyle 16\pi G^{2}M^{2}/c^{4}}), entonces el objeto existirá dentro de un agujero negro.
- - Órbitas circulares. En la métrica de Schwarzschild, los objetos en caída libre pueden estar en órbitas circulares si el radio de la órbita es mayor que {\displaystyle {\frac {3r_{0}}{2}}}. La fórmula para un reloj en reposo es la presentada arriba; para un reloj en órbita circular, la fórmula es

{\displaystyle T_{d}=T_{0}{\sqrt {1-{\frac {3}{2}}{\frac {r_{0}}{r}}}}}

## Temas importantes que tener en cuenta
- De acuerdo con la relatividad general, la dilatación gravitacional del tiempo es copresente con la existencia de un marco de referencia acelerado.

- La velocidad de la luz en un entorno es siempre igual a c de acuerdo con el observador allí presente. La perspectiva del observador estacionario corresponde al tiempo propio local. Cada región infinitesimal de espacio-tiempo puede tener su propio tiempo propio, que corresponde a la dilatación temporal gravitatoria en dicho punto, donde la radiación electromagnética y la materia son afectadas por igual, puesto que están compuestas de la misma esencia (como se ha demostrado en muchas pruebas relacionadas con la famosa ecuación {\displaystyle E=mc^{2}}). Tales regiones son significativas, sin importar si están ocupadas o no por un observador. Un retraso en el tiempo se puede medir mediante señales que se curvan alrededor del Sol, dirigidas hacia Venus, y devueltas a la Tierra a lo largo de un camino más o menos similar. No hay violación de la velocidad de la luz en este sentido, siempre que se fuerce al observador a observar tan solo aquellos fotones que sean interceptados por los mecanismos de observación, y no aquellos que pasen por las profundidades de una dilatación temporal gravitacional mayor (o menor).

Si un observador distante es capaz de trazar la luz en un entorno distante que intercepta a un observador en un entorno de tiempo dilatado cercano a un cuerpo masivo, verá que tanto la luz distante como el observador distante con el tiempo dilatado tendrán un reloj más lento de tiempo propio que otra luz que pase cercana, que le intercepte, llegará a la velocidad c, como ocurre con toda la otra luz que pueda observar realmente. Cuando la otra luz distante intercepte al observador distante, llegará a la velocidad c desde la perspectiva del observador distante.

## Confirmación experimental
La dilatación gravitacional del tiempo se ha medido experimentalmente usando relojes atómicos en aviones. Los relojes que viajaron a bordo de los aviones se adelantaron ligeramente con respecto a los relojes en tierra. El efecto es lo bastante significativo como para que el Sistema de Posicionamiento Global necesite corregir este efecto en los relojes a bordo de satélites artificiales, dando una confirmación experimental adicional del efecto.
La dilatación gravitacional del tiempo se ha confirmado también por el experimento de Pound y Rebka, por observaciones del espectro de la enana blanca Sirio B y por experimentos con las señales de tiempo enviadas a y desde el módulo de descenso en marte Viking 1.